# Мілош Пантович (футболіст, 2002)
Мілош Пантович (серб. Милош Пантовић, нар. 24 серпня 2002, Новий Сад, Сербія) — сербський футболіст, півзахисник клубу «Бачка Топола» та національної збірної Сербії.

## Ігрова кар'єра

### Клубна
Займатися футболом Мілош Пантович почав у молодіжній команді «Воєводини». У 2017 році він перейшов до академії столичного клубу «Црвена Звезда». 
Перед сезоном 2020/21 Пантович був заявлений у першу команду. Але вже у січні 2020 року відправився в оренду у клуб Першої ліги «Графичар», де грав до кінця сезону. У липні 2020 року півзахисник знову був відправлений в оренду. Цього разу його клубом став «Вождовац», з яким мілош і дебютував у чемпіонаті Сербії.
Після закінчення орендного терміну, влітку 2021 року Пантович перейшов до складу «Вождоваца» на повноцінній основі, підписавши з клубом дворічний контракт. У червні 2023 року Пантович став гравцем клубу Суперліги «Бачка Топола».

### Збірна
З 2018 року Мілош Пантович грав за юнацькі та молодіжну збірну Сербії.
25 січня 2023 року у товариському матчі проти команди США Мілош Пантович дебютував у складі національної збірної Сербії.